# Grevillea stenogyne
Grevillea stenogyne là một loài thực vật có hoa trong họ Quắn hoa. Loài này được (Benth.) Makinson mô tả khoa học đầu tiên năm 2000.